# Christmaseilandbrilvogel
De christmaseilandbrilvogel (Zosterops natalis; synoniem: Speirops natalis) is een zangvogel uit de familie Zosteropidae (brilvogels).  De vogel werd in 1889 door Joseph Jackson Lister beschreven. Het is een endemische vogelsoort op Christmaseiland, een eiland in de Indische Oceaan ten zuiden van Java.

## Kenmerken
De vogel is 11 tot 13 cm lang. De vogel is van boven dofgroen en grijswit van onder en heeft een duidelijke brede, witte oogring. De oogring wordt bij de voorkant onderbroken door een zwarte "teugel" die doorloopt tot de mondhoek van de snavel. De vleugelveren zijn iets donkerder groenbruin. De bovensnavel is zwart, de ondersnavel is grijs aan de basis. De onderstaartdekveren zijn bleekgeel.

## Verspreiding en leefgebied
Deze soort komt voor op Christmaseiland. Het leefgebied is bos en struikgewas in laagland onder de 360 meter boven de zeespiegel. De vogel komt ook voor in tuinen en verwaarloosde plantages.

## Status
De christmaseilandbrilvogel heeft weliswaar een beperkt verspreidingsgebied maar de vogel is zeer algemeen en de grootte van de populatie is in 2020 geschat op 125.000 volwassen vogels. Er zijn geen aanwijzingen dat de soort achteruitgaat. Op de Rode lijst van de IUCN heeft deze soort daarom de status niet bedreigd.